# Korado Korlević
Korado Korlević (ur. 19 września 1958 w Poreču) – chorwacki astronom, odkrywca dwóch komet oraz 1295 planetoid.

## Praca naukowa
Pracuje w Obserwatorium Višnjan w Chorwacji. W latach 1995–2001 odkrył 1295 planetoid (1163 samodzielnie oraz 132 wspólnie z innymi astronomami). Daje mo tu 21. miejsce na liście rekordzistów pod względem liczby odkrytych planetoid (7. wśród odkrywców indywidualnych). W 1999 roku odkrył dwie komety okresowe – 183P/Korlević-Jurić (wspólnie z Mario Juriciem) oraz 203P/Korlević.
Członek wielu organizacji, m.in. National Geographic Society, The Planetary Society, International Meteor Organization i Towarzystwa Astronomicznego Pacyfiku.

## Upamiętnienie
Na jego cześć jedną z planetoid nazwano (10201) Korado.

## Odkryte planetoidy i daty odkryć
| (7364) Otonkučera     | 22 maja 1996         | MPC |
| (9244) Višnjan        | 21 kwietnia 1998     | MPC |
| (9657) Učka           | 24 lutego 1996       | MPC |
| (9813) Rozgaj         | 13 października 1998 | MPC |
| (9814) Ivobenko       | 23 października 1998 | MPC |
| (10175) Aenona        | 14 lutego 1996       | MPC |
| (10241) Miličević     | 9 stycznia 1999      | MPC |
| (10415) Mali Lošinj   | 23 października 1998 | MPC |
| (10421) Dalmatin      | 9 stycznia 1999      | MPC |
| (10423) Dajčić        | 16 stycznia 1999     | MPC |
| (10645) Brač          | 14 marca 1999        | MPC |
| (11191) Paskvić       | 15 grudnia 1998      | MPC |
| (11194) Mirna         | 16 grudnia 1998      | MPC |
| (11400) Raša          | 15 stycznia 1999     | MPC |
| (11406) Ucciocontin   | 15 lutego 1999       | MPC |
| (11604) Novigrad      | 21 października 1995 | MPC |
| (11706) Rijeka        | 20 kwietnia 1998     | MPC |
| (12124) Hvar          | 6 września 1999      | MPC |
| (12512) Split         | 21 kwietnia 1998     | MPC |
| (12568) Kuffner       | 11 listopada 1998    | MPC |
| (12584) Zeljkoandreic | 12 września 1999     | MPC |
| (12917) 1998 TG16     | 13 października 1998 | MPC |
| (12918) 1998 UF21     | 29 października 1998 | MPC |
| (12930) 1999 TJ6      | 2 października 1999  | MPC |
| (13356) 1998 TX17     | 14 października 1998 | MPC |

| (13359) 1998 UC4     | 20 października 1998 | MPC |
| (13360) 1998 UD8     | 23 października 1998 | MPC |
| (13362) 1998 UQ16    | 26 października 1998 | MPC |
| (13363) 1998 UR16    | 26 października 1998 | MPC |
| (13394) 1999 RL31    | 9 września 1999      | MPC |
| (13408) Deadoklestic | 10 października 1999 | MPC |
| (13409) 1999 US      | 16 października 1999 | MPC |
| (13418) 1999 VO9     | 8 listopada 1999     | MPC |
| (13422) 1999 VM19    | 10 listopada 1999    | MPC |
| (13773) 1998 TY17    | 14 października 1998 | MPC |
| (13778) 1998 US7     | 22 października 1998 | MPC |
| (13779) 1998 UY7     | 23 października 1998 | MPC |
| (13781) 1998 UO15    | 23 października 1998 | MPC |
| (13784) 1998 UN20    | 23 października 1998 | MPC |
| (13785) 1998 UR20    | 29 października 1998 | MPC |
| (13786) 1998 UV20    | 29 października 1998 | MPC |
| (13794) 1998 VD5     | 11 listopada 1998    | MPC |
| (13821) 1999 VE8     | 8 listopada 1999     | MPC |
| (13828) 1999 WL6     | 28 listopada 1999    | MPC |
| (13829) 1999 WK18    | 29 listopada 1999    | MPC |
| (14162) 1998 TV1     | 14 października 1998 | MPC |
| (14166) 1998 UZ6     | 21 października 1998 | MPC |
| (14168) 1998 UR15    | 23 października 1998 | MPC |
| (14187) 1998 XS9     | 14 grudnia 1998      | MPC |
| (14215) 1999 TV6     | 6 października 1999  | MPC |

| (14222) 1999 WS1  | 25 listopada 1999    | MPC |
| (14241) 2000 AO5  | 5 stycznia 2000      | MPC |
| (14246) 2000 AN50 | 6 stycznia 2000      | MPC |
| (14280) 2000 CN72 | 6 lutego 2000        | MPC |
| (14615) 1998 TR5  | 13 października 1998 | MPC |
| (14618) 1998 UK7  | 22 października 1998 | MPC |
| (14620) 1998 UP15 | 23 października 1998 | MPC |
| (14636) 1998 VD44 | 15 listopada 1998    | MPC |
| (14645) 1998 XR9  | 14 grudnia 1998      | MPC |
| (14657) 1998 YU27 | 26 grudnia 1998      | MPC |
| (14658) 1999 AC10 | 13 stycznia 1999     | MPC |
| (14660) 1999 BO1  | 16 stycznia 1999     | MPC |
| (14661) 1999 BH10 | 23 stycznia 1999     | MPC |
| (14675) 1999 VS7  | 7 listopada 1999     | MPC |
| (14676) 1999 WW7  | 29 listopada 1999    | MPC |
| (14687) 1999 YR13 | 30 grudnia 1999      | MPC |
| (14729) 2000 DK16 | 29 lutego 2000       | MPC |
| (15027) 1998 UF8  | 23 października 1998 | MPC |
| (15029) 1998 VC5  | 11 listopada 1998    | MPC |
| (15044) 1998 XY16 | 15 grudnia 1998      | MPC |
| (15055) 1998 YS9  | 25 grudnia 1998      | MPC |
| (15059) 1998 YL27 | 25 grudnia 1998      | MPC |
| (15060) 1999 AD   | 5 stycznia 1999      | MPC |
| (15061) 1999 AL   | 6 stycznia 1999      | MPC |
| (15065) 1999 AJ4  | 9 stycznia 1999      | MPC |

| (15069) 1999 AU21 | 15 stycznia 1999     | MPC |
| (15073) 1999 BK13 | 25 stycznia 1999     | MPC |
| (15075) 1999 BF15 | 24 stycznia 1999     | MPC |
| (15079) 1999 CO16 | 15 lutego 1999       | MPC |
| (15121) 2000 EN14 | 5 marca 2000         | MPC |
| (15429) 1998 UA23 | 30 października 1998 | MPC |
| (15432) 1998 VA5  | 11 listopada 1998    | MPC |
| (15441) 1998 WJ9  | 27 listopada 1998    | MPC |
| (15458) 1998 YW9  | 25 grudnia 1998      | MPC |
| (15459) 1998 YY9  | 25 grudnia 1998      | MPC |
| (15470) 1999 BS   | 16 stycznia 1999     | MPC |
| (15472) 1999 BR5  | 20 stycznia 1999     | MPC |
| (15473) 1999 BL9  | 23 stycznia 1999     | MPC |
| (15498) 1999 EQ4  | 13 marca 1999        | MPC |
| (15542) 2000 DN3  | 28 lutego 2000       | MPC |
| (15590) 2000 GH82 | 7 kwietnia 2000      | MPC |
| (15615) 2000 HU1  | 25 kwietnia 2000     | MPC |
| (15990) 1998 YT1  | 17 grudnia 1998      | MPC |
| (15994) 1998 YO8  | 23 grudnia 1998      | MPC |
| (15995) 1998 YQ9  | 25 grudnia 1998      | MPC |
| (15999) 1999 AG7  | 9 stycznia 1999      | MPC |
| (16001) 1999 AY21 | 15 stycznia 1999     | MPC |
| (16004) 1999 BZ3  | 20 stycznia 1999     | MPC |
| (16005) 1999 BP7  | 21 stycznia 1999     | MPC |
| (16006) 1999 BJ9  | 22 stycznia 1999     | MPC |

| (16010) 1999 CG14  | 13 lutego 1999       | MPC |
| (16011) 1999 CM16  | 6 lutego 1999        | MPC |
| (16033) 1999 FT32  | 24 marca 1999        | MPC |
| (16082) 1999 TR5   | 2 października 1999  | MPC |
| (16098) 1999 VR9   | 9 listopada 1999     | MPC |
| (16109) 1999 WH6   | 28 listopada 1999    | MPC |
| (16153) 2000 AB    | 1 stycznia 2000      | MPC |
| (16201) 2000 CK1   | 4 lutego 2000        | MPC |
| (16204) 2000 CT33  | 4 lutego 2000        | MPC |
| (16205) 2000 CC34  | 4 lutego 2000        | MPC |
| (16968) 1998 TT5   | 13 października 1998 | MPC |
| (16976) 1999 AC2   | 6 stycznia 1999      | MPC |
| (16983) 1999 AQ21  | 14 stycznia 1999     | MPC |
| (16987) 1999 BN13  | 25 stycznia 1999     | MPC |
| (16991) 1999 CW4   | 12 lutego 1999       | MPC |
| (16994) 1999 CJ14  | 13 lutego 1999       | MPC |
| (16995) 1999 CX14  | 15 lutego 1999       | MPC |
| (17054) 1999 GL2   | 6 kwietnia 1999      | MPC |
| (17057) 1999 GS4   | 10 kwietnia 1999     | MPC |
| (17082) 1999 JC3   | 9 maja 1999          | MPC |
| (17229) 2000 CR97  | 13 lutego 2000       | MPC |
| (17237) 2000 EC50  | 7 marca 2000         | MPC |
| (17876) 1999 AX21  | 15 stycznia 1999     | MPC |
| (17915) 1999 GU    | 5 kwietnia 1999      | MPC |
| (18070) 2000 AC205 | 13 stycznia 2000     | MPC |

| (18173) 2000 QD8  | 25 sierpnia 2000     | MPC |
| (18748) 1999 GV   | 5 kwietnia 1999      | MPC |
| (18758) 1999 HD2  | 19 kwietnia 1999     | MPC |
| (18811) 1999 KJ1  | 18 maja 1999         | MPC |
| (18844) 1999 RU27 | 8 września 1999      | MPC |
| (18847) 1999 RJ32 | 9 września 1999      | MPC |
| (18884) 1999 YE9  | 30 grudnia 1999      | MPC |
| (18899) 2000 JQ2  | 3 maja 2000          | MPC |
| (18995) 2000 RF53 | 5 września 2000      | MPC |
| (18999) 2000 RC60 | 8 września 2000      | MPC |
| (19014) 2000 RW77 | 9 września 2000      | MPC |
| (19015) 2000 RX77 | 9 września 2000      | MPC |
| (19580) 1999 ND   | 4 lipca 1999         | MPC |
| (19583) 1999 NT4  | 12 lipca 1999        | MPC |
| (19622) 1999 RY2  | 6 września 1999      | MPC |
| (19697) 1999 SY3  | 29 września 1999     | MPC |
| (19698) 1999 SR4  | 29 września 1999     | MPC |
| (19705) 1999 TR10 | 7 października 1999  | MPC |
| (19706) 1999 TU11 | 10 października 1999 | MPC |
| (19714) 1999 UD   | 16 października 1999 | MPC |
| (19729) 1999 XZ15 | 6 grudnia 1999       | MPC |
| (19782) 2000 QT68 | 30 sierpnia 2000     | MPC |
| (19805) 2000 SR11 | 24 września 2000     | MPC |
| (20422) 1998 UE8  | 23 października 1998 | MPC |
| (20431) 1999 AA10 | 13 stycznia 1999     | MPC |

| (20434) 1999 FM10 | 21 marca 1999        | MPC |
| (20498) 1999 RT1  | 5 września 1999      | MPC |
| (20499) 1999 RZ2  | 6 września 1999      | MPC |
| (20511) 1999 RJ31 | 8 września 1999      | MPC |
| (20514) 1999 RD34 | 7 września 1999      | MPC |
| (20515) 1999 RO34 | 11 września 1999     | MPC |
| (20516) 1999 RP34 | 11 września 1999     | MPC |
| (20519) 1999 RH36 | 12 września 1999     | MPC |
| (20520) 1999 RC38 | 13 września 1999     | MPC |
| (20521) 1999 RM38 | 13 września 1999     | MPC |
| (20523) 1999 RZ41 | 13 września 1999     | MPC |
| (20525) 1999 RU43 | 14 września 1999     | MPC |
| (20615) 1999 SZ3  | 29 września 1999     | MPC |
| (20659) 1999 UE   | 16 października 1999 | MPC |
| (20660) 1999 UF   | 16 października 1999 | MPC |
| (20661) 1999 UZ   | 16 października 1999 | MPC |
| (20662) 1999 UC1  | 16 października 1999 | MPC |
| (20667) 1999 UM11 | 27 października 1999 | MPC |
| (20668) 1999 UN11 | 27 października 1999 | MPC |
| (20677) 1999 VT7  | 7 listopada 1999     | MPC |
| (20678) 1999 VE9  | 8 listopada 1999     | MPC |
| (21591) 1998 TA6  | 15 października 1998 | MPC |
| (21594) 1998 VP31 | 13 listopada 1998    | MPC |
| (21598) 1998 WP9  | 28 listopada 1998    | MPC |
| (21600) 1998 XL5  | 7 grudnia 1998       | MPC |

| (21604) 1999 BS3  | 19 stycznia 1999     | MPC |
| (21624) 1999 NA1  | 11 lipca 1999        | MPC |
| (21666) 1999 RW1  | 5 września 1999      | MPC |
| (21667) 1999 RB3  | 6 września 1999      | MPC |
| (21681) 1999 RN32 | 9 września 1999      | MPC |
| (21689) 1999 RL38 | 13 września 1999     | MPC |
| (21691) 1999 RC42 | 13 września 1999     | MPC |
| (21784) 1999 SO1  | 17 września 1999     | MPC |
| (21786) 1999 SB4  | 29 września 1999     | MPC |
| (21787) 1999 SG4  | 29 września 1999     | MPC |
| (21800) 1999 TM1  | 1 października 1999  | MPC |
| (21803) 1999 TC7  | 6 października 1999  | MPC |
| (21805) 1999 TQ9  | 8 października 1999  | MPC |
| (21806) 1999 TE14 | 10 października 1999 | MPC |
| (21807) 1999 TH14 | 10 października 1999 | MPC |
| (21870) 1999 UD1  | 16 października 1999 | MPC |
| (21871) 1999 UK2  | 17 października 1999 | MPC |
| (21895) 1999 VA5  | 5 listopada 1999     | MPC |
| (21897) 1999 VG7  | 7 listopada 1999     | MPC |
| (21898) 1999 VJ7  | 7 listopada 1999     | MPC |
| (21908) 1999 VQ21 | 12 listopada 1999    | MPC |
| (21909) 1999 VR21 | 12 listopada 1999    | MPC |
| (22050) 1999 YV13 | 31 grudnia 1999      | MPC |
| (22179) 2000 YY   | 17 grudnia 2000      | MPC |
| (22742) 1998 TX5  | 15 października 1998 | MPC |

| (22746) 1998 UC7  | 22 października 1998 | MPC |
| (22747) 1998 UD7  | 22 października 1998 | MPC |
| (22749) 1998 UF19 | 27 października 1998 | MPC |
| (22750) 1998 US20 | 29 października 1998 | MPC |
| (22755) 1998 WO9  | 28 listopada 1998    | MPC |
| (22766) 1999 AE7  | 9 stycznia 1999      | MPC |
| (22767) 1999 AL21 | 14 stycznia 1999     | MPC |
| (22781) 1999 GN4  | 10 kwietnia 1999     | MPC |
| (22792) 1999 NU   | 7 lipca 1999         | MPC |
| (22804) 1999 RZ1  | 6 września 1999      | MPC |
| (22820) 1999 RM31 | 9 września 1999      | MPC |
| (22822) 1999 RT35 | 12 września 1999     | MPC |
| (22823) 1999 RN38 | 13 września 1999     | MPC |
| (22826) 1999 RR42 | 14 września 1999     | MPC |
| (22887) 1999 SX3  | 29 września 1999     | MPC |
| (22888) 1999 SL4  | 29 września 1999     | MPC |
| (22894) 1999 TW   | 1 października 1999  | MPC |
| (22896) 1999 TU6  | 6 października 1999  | MPC |
| (22897) 1999 TH7  | 6 października 1999  | MPC |
| 22899 Alconrad    | 11 października 1999 | MPC |
| (22902) 1999 TH17 | 15 października 1999 | MPC |
| (22960) 1999 UE4  | 27 października 1999 | MPC |
| (22968) 1999 VB5  | 5 listopada 1999     | MPC |
| (22974) 1999 VN21 | 12 listopada 1999    | MPC |
| (23020) 1999 WY2  | 27 listopada 1999    | MPC |

| (23023) 1999 WA7  | 28 listopada 1999    | MPC |
| (23024) 1999 WM7  | 28 listopada 1999    | MPC |
| (23034) 1999 XJ15 | 5 grudnia 1999       | MPC |
| (23050) 1999 XJ36 | 6 grudnia 1999       | MPC |
| (23156) 2000 DM3  | 28 lutego 2000       | MPC |
| (23196) 2000 RY59 | 5 września 2000      | MPC |
| (23934) 1998 TN5  | 13 października 1998 | MPC |
| (23935) 1998 TU6  | 13 października 1998 | MPC |
| (23936) 1998 TV6  | 13 października 1998 | MPC |
| (23941) 1998 UW1  | 16 października 1998 | MPC |
| (23942) 1998 UX1  | 16 października 1998 | MPC |
| (23967) 1998 XQ12 | 14 grudnia 1998      | MPC |
| (23971) 1998 YU9  | 25 grudnia 1998      | MPC |
| (23991) 1999 RD3  | 6 września 1999      | MPC |
| (23996) 1999 RT27 | 8 września 1999      | MPC |
| (23997) 1999 RW27 | 8 września 1999      | MPC |
| (24001) 1999 RK34 | 10 września 1999     | MPC |
| (24002) 1999 RR35 | 11 września 1999     | MPC |
| (24003) 1999 RG36 | 12 września 1999     | MPC |
| (24034) 1999 SF2  | 22 września 1999     | MPC |
| (24035) 1999 SJ2  | 22 września 1999     | MPC |
| (24036) 1999 SP4  | 29 września 1999     | MPC |
| (24049) 1999 TZ18 | 15 października 1999 | MPC |
| (24086) 1999 UT   | 16 października 1999 | MPC |
| (24098) 1999 VC7  | 7 listopada 1999     | MPC |

| (24099) 1999 VF8   | 8 listopada 1999     | MPC |
| (24100) 1999 VH8   | 8 listopada 1999     | MPC |
| (24163) 1999 WT1   | 25 listopada 1999    | MPC |
| (24266) 1999 XE144 | 13 grudnia 1999      | MPC |
| (24309) 1999 YF9   | 31 grudnia 1999      | MPC |
| (24416) 2000 BF2   | 25 stycznia 2000     | MPC |
| (24435) 2000 DN    | 23 lutego 2000       | MPC |
| (24519) 2001 CH    | 1 lutego 2001        | MPC |
| (25219) 1998 TM5   | 13 października 1998 | MPC |
| (25238) 1998 UJ7   | 21 października 1998 | MPC |
| (25239) 1998 UB8   | 23 października 1998 | MPC |
| (25243) 1998 UQ15  | 23 października 1998 | MPC |
| (25244) 1998 UV15  | 24 października 1998 | MPC |
| (25245) 1998 UW18  | 26 października 1998 | MPC |
| (25246) 1998 UX18  | 26 października 1998 | MPC |
| (25247) 1998 UW19  | 23 października 1998 | MPC |
| (25248) 1998 UX19  | 24 października 1998 | MPC |
| (25287) 1998 WR9   | 28 listopada 1998    | MPC |
| (25319) 1999 CT14  | 15 lutego 1999       | MPC |
| (25324) 1999 GQ4   | 10 kwietnia 1999     | MPC |
| (25341) 1999 RT38  | 13 września 1999     | MPC |
| (25342) 1999 RQ42  | 14 września 1999     | MPC |
| (25343) 1999 RA44  | 15 września 1999     | MPC |
| (25359) 1999 TW11  | 10 października 1999 | MPC |
| (25360) 1999 TK14  | 10 października 1999 | MPC |

| (25387) 1999 UN3   | 16 października 1999 | MPC |
| (25433) 1999 WM2   | 26 listopada 1999    | MPC |
| (25439) 1999 WV6   | 28 listopada 1999    | MPC |
| (25440) 1999 WR7   | 28 listopada 1999    | MPC |
| (25444) 1999 WL13  | 29 listopada 1999    | MPC |
| (25460) 1999 XX15  | 6 grudnia 1999       | MPC |
| (25530) 1999 XQ127 | 6 grudnia 1999       | MPC |
| (25600) 2000 AS1   | 2 stycznia 2000      | MPC |
| (25603) 2000 AR4   | 2 stycznia 2000      | MPC |
| (25626) 2000 AD50  | 5 stycznia 2000      | MPC |
| (25777) 2000 CE34  | 4 lutego 2000        | MPC |
| (25917) 2001 DT6   | 17 lutego 2001       | MPC |
| (26315) 1998 UF4   | 21 października 1998 | MPC |
| (26318) 1998 UC20  | 28 października 1998 | MPC |
| (26341) 1998 XK9   | 9 grudnia 1998       | MPC |
| (26365) 1999 AK21  | 14 stycznia 1999     | MPC |
| (26366) 1999 AM21  | 14 stycznia 1999     | MPC |
| (26391) 1999 VN9   | 8 listopada 1999     | MPC |
| (26405) 1999 XS15  | 5 grudnia 1999       | MPC |
| (26439) 2000 AZ1   | 2 stycznia 2000      | MPC |
| (26494) 2000 BR22  | 26 stycznia 2000     | MPC |
| (26496) 2000 CE1   | 4 lutego 2000        | MPC |
| (26509) 2000 CJ34  | 5 lutego 2000        | MPC |
| (26521) 2000 CS76  | 10 lutego 2000       | MPC |
| (26536) 2000 DL3   | 27 lutego 2000       | MPC |

| (27078) 1998 TC6  | 15 października 1998 | MPC |
| (27080) 1998 TH16 | 14 października 1998 | MPC |
| (27081) 1998 TK16 | 15 października 1998 | MPC |
| (27089) 1998 UE15 | 23 października 1998 | MPC |
| (27092) 1998 UY22 | 30 października 1998 | MPC |
| (27093) 1998 UB23 | 30 października 1998 | MPC |
| (27133) 1998 XQ9  | 14 grudnia 1998      | MPC |
| (27151) 1998 YT3  | 17 grudnia 1998      | MPC |
| (27157) 1998 YK27 | 25 grudnia 1998      | MPC |
| (27159) 1999 AA2  | 6 stycznia 1999      | MPC |
| (27163) 1999 AA7  | 9 stycznia 1999      | MPC |
| (27164) 1999 AH7  | 9 stycznia 1999      | MPC |
| (27165) 1999 AM7  | 10 stycznia 1999     | MPC |
| (27167) 1999 AH21 | 14 stycznia 1999     | MPC |
| (27168) 1999 AN21 | 14 stycznia 1999     | MPC |
| (27176) 1999 BR3  | 19 stycznia 1999     | MPC |
| (27177) 1999 BU3  | 19 stycznia 1999     | MPC |
| (27179) 1999 BJ10 | 23 stycznia 1999     | MPC |
| (27228) 1999 JG11 | 9 maja 1999          | MPC |
| (27315) 2000 BC   | 16 stycznia 2000     | MPC |
| (27376) 2000 EB50 | 7 marca 2000         | MPC |
| (28143) 1998 TK5  | 13 października 1998 | MPC |
| (28153) 1998 UU20 | 29 października 1998 | MPC |
| (28198) 1998 XU16 | 15 grudnia 1998      | MPC |
| (28216) 1998 YU1  | 17 grudnia 1998      | MPC |

| (28218) 1998 YA6   | 17 grudnia 1998     | MPC |
| (28219) 1998 YP8   | 23 grudnia 1998     | MPC |
| (28224) 1999 AJ    | 5 stycznia 1999     | MPC |
| (28229) 1999 AK4   | 9 stycznia 1999     | MPC |
| (28236) 1999 AH10  | 14 stycznia 1999    | MPC |
| (28240) 1999 AP21  | 14 stycznia 1999    | MPC |
| (28246) 1999 BW1   | 18 stycznia 1999    | MPC |
| (28247) 1999 BP3   | 19 stycznia 1999    | MPC |
| (28250) 1999 BC8   | 22 stycznia 1999    | MPC |
| (28252) 1999 BK15  | 26 stycznia 1999    | MPC |
| (28262) 1999 CQ4   | 8 lutego 1999       | MPC |
| (28263) 1999 CR4   | 8 lutego 1999       | MPC |
| (28269) 1999 CQ14  | 15 lutego 1999      | MPC |
| (28270) 1999 CS14  | 15 lutego 1999      | MPC |
| (28271) 1999 CK16  | 6 lutego 1999       | MPC |
| (28375) 1999 JC    | 2 maja 1999         | MPC |
| (28403) 1999 TY    | 1 października 1999 | MPC |
| (28404) 1999 TQ5   | 1 października 1999 | MPC |
| (28500) 2000 CW76  | 10 lutego 2000      | MPC |
| (28515) 2000 DK3   | 27 lutego 2000      | MPC |
| (28520) 2000 DH16  | 29 lutego 2000      | MPC |
| (28545) 2000 ED20  | 7 marca 2000        | MPC |
| (28546) 2000 EE20  | 7 marca 2000        | MPC |
| (28580) 2000 EJ104 | 14 marca 2000       | MPC |
| (28754) 2000 HV1   | 25 kwietnia 2000    | MPC |

| (28933) 2000 SZ22 | 25 września 2000     | MPC |
| (28940) 2000 UD1  | 22 października 2000 | MPC |
| (29629) 1998 UP16 | 26 października 1998 | MPC |
| (29652) 1998 WD9  | 26 listopada 1998    | MPC |
| (29653) 1998 WG9  | 27 listopada 1998    | MPC |
| (29666) 1998 WC31 | 28 listopada 1998    | MPC |
| (29671) 1998 XX8  | 9 grudnia 1998       | MPC |
| (29693) 1998 YC   | 16 grudnia 1998      | MPC |
| (29694) 1998 YG   | 16 grudnia 1998      | MPC |
| (29695) 1998 YH   | 16 grudnia 1998      | MPC |
| (29697) 1998 YR1  | 16 grudnia 1998      | MPC |
| (29712) 1999 AX6  | 9 stycznia 1999      | MPC |
| (29713) 1999 AK7  | 10 stycznia 1999     | MPC |
| (29714) 1999 AL7  | 10 stycznia 1999     | MPC |
| (29734) 1999 BP5  | 21 stycznia 1999     | MPC |
| (29741) 1999 BM10 | 24 stycznia 1999     | MPC |
| (29743) 1999 BM15 | 26 stycznia 1999     | MPC |
| (29759) 1999 CR8  | 12 lutego 1999       | MPC |
| (29830) 1999 ER4  | 14 marca 1999        | MPC |
| (29833) 1999 FJ   | 16 marca 1999        | MPC |
| (30023) 2000 DN16 | 29 lutego 2000       | MPC |
| (30026) 2000 DS29 | 29 lutego 2000       | MPC |
| (30045) 2000 EC20 | 6 marca 2000         | MPC |
| (30237) 2000 HY1  | 25 kwietnia 2000     | MPC |
| (30309) 2000 JR2  | 3 maja 2000          | MPC |

| (31355) 1998 TT6  | 15 października 1998 | MPC |
| (31357) 1998 UP20 | 28 października 1998 | MPC |
| (31394) 1998 YX9  | 25 grudnia 1998      | MPC |
| (31401) 1999 AK   | 6 stycznia 1999      | MPC |
| (31413) 1999 AR21 | 15 stycznia 1999     | MPC |
| (31427) 1999 BS5  | 20 stycznia 1999     | MPC |
| (31430) 1999 BX8  | 22 stycznia 1999     | MPC |
| (31432) 1999 BY12 | 24 stycznia 1999     | MPC |
| (31433) 1999 BA13 | 24 stycznia 1999     | MPC |
| (31434) 1999 BQ13 | 25 stycznia 1999     | MPC |
| (31436) 1999 BJ15 | 26 stycznia 1999     | MPC |
| (31440) 1999 BD26 | 25 stycznia 1999     | MPC |
| (31447) 1999 CB8  | 12 lutego 1999       | MPC |
| (31454) 1999 CH14 | 13 lutego 1999       | MPC |
| (31455) 1999 CU14 | 15 lutego 1999       | MPC |
| (31456) 1999 CV14 | 15 lutego 1999       | MPC |
| (31457) 1999 CW14 | 15 lutego 1999       | MPC |
| (31537) 1999 DZ   | 18 lutego 1999       | MPC |
| (31587) 1999 FQ32 | 23 marca 1999        | MPC |
| (31601) 1999 GF   | 3 kwietnia 1999      | MPC |
| (31602) 1999 GG   | 3 kwietnia 1999      | MPC |
| (31611) 1999 GF6  | 13 kwietnia 1999     | MPC |
| (31612) 1999 GG6  | 13 kwietnia 1999     | MPC |
| (31842) 2000 CF77 | 10 lutego 2000       | MPC |
| (31855) 2000 EA50 | 6 marca 2000         | MPC |

| (31990) 2000 HX34 | 26 kwietnia 2000     | MPC |
| (33362) 1999 BP1  | 16 stycznia 1999     | MPC |
| (33364) 1999 BX5  | 20 stycznia 1999     | MPC |
| (33367) 1999 BD8  | 22 stycznia 1999     | MPC |
| (33368) 1999 BD9  | 22 stycznia 1999     | MPC |
| (33374) 1999 CE2  | 6 lutego 1999        | MPC |
| (33428) 1999 DO3  | 18 lutego 1999       | MPC |
| (33429) 1999 DL4  | 23 lutego 1999       | MPC |
| (33465) 1999 FP32 | 23 marca 1999        | MPC |
| (33475) 1999 FK53 | 28 marca 1999        | MPC |
| (33479) 1999 GO   | 5 kwietnia 1999      | MPC |
| (33482) 1999 GO4  | 10 kwietnia 1999     | MPC |
| (33531) 1999 HG2  | 20 kwietnia 1999     | MPC |
| (33548) 1999 JC13 | 10 maja 1999         | MPC |
| (33705) 1999 LJ   | 5 czerwca 1999       | MPC |
| (33724) 1999 NW4  | 12 lipca 1999        | MPC |
| (33795) 1999 TR6  | 6 października 1999  | MPC |
| (34124) 2000 QS   | 22 sierpnia 2000     | MPC |
| (34136) 2000 QF6  | 24 sierpnia 2000     | MPC |
| (34171) 2000 QZ34 | 26 sierpnia 2000     | MPC |
| (34427) 2000 SN23 | 26 września 2000     | MPC |
| (34605) 2000 US   | 21 października 2000 | MPC |
| (34606) 2000 UT   | 21 października 2000 | MPC |
| (34612) 2000 UN13 | 23 października 2000 | MPC |
| (35680) 1999 AS21 | 15 stycznia 1999     | MPC |

| (35687) 1999 CP8   | 6 lutego 1999        | MPC |
| (35701) 1999 FF7   | 16 marca 1999        | MPC |
| (35726) 1999 GW    | 5 kwietnia 1999      | MPC |
| (35762) 1999 HF2   | 20 kwietnia 1999     | MPC |
| (35776) 1999 JE11  | 9 maja 1999          | MPC |
| (35777) 1999 JB13  | 10 maja 1999         | MPC |
| (35961) 1999 LH7   | 12 czerwca 1999      | MPC |
| (35983) 1999 NG5   | 15 lipca 1999        | MPC |
| (36032) 1999 OC    | 16 lipca 1999        | MPC |
| (36058) 1999 RM35  | 10 września 1999     | MPC |
| (36173) 1999 SN1   | 17 września 1999     | MPC |
| (36176) 1999 SR9   | 29 września 1999     | MPC |
| (36181) 1999 TT10  | 8 października 1999  | MPC |
| (36238) 1999 VX19  | 8 listopada 1999     | MPC |
| (36286) 2000 EL14  | 5 marca 2000         | MPC |
| (36456) 2000 QC8   | 25 sierpnia 2000     | MPC |
| (36457) 2000 QF8   | 25 sierpnia 2000     | MPC |
| (36458) 2000 QO8   | 25 sierpnia 2000     | MPC |
| (36508) 2000 QP68  | 27 sierpnia 2000     | MPC |
| (36589) 2000 QS129 | 30 sierpnia 2000     | MPC |
| (36762) 2000 RU78  | 10 września 2000     | MPC |
| (36792) 2000 SC23  | 25 września 2000     | MPC |
| (36797) 2000 SK42  | 25 września 2000     | MPC |
| (37021) 2000 UB1   | 21 października 2000 | MPC |
| (37023) 2000 UD2   | 22 października 2000 | MPC |

| (38051) 1998 XJ5   | 7 grudnia 1998       | MPC |
| (38054) 1999 AG10  | 14 stycznia 1999     | MPC |
| (38057) 1999 BO15  | 26 stycznia 1999     | MPC |
| (38063) 1999 FH    | 16 marca 1999        | MPC |
| (38069) 1999 GN    | 5 kwietnia 1999      | MPC |
| (38096) 1999 JF11  | 9 maja 1999          | MPC |
| (38204) 1999 MT    | 16 czerwca 1999      | MPC |
| (38211) 1999 NV4   | 12 lipca 1999        | MPC |
| (38272) 1999 RW41  | 13 września 1999     | MPC |
| (38273) 1999 RN42  | 14 września 1999     | MPC |
| (38274) 1999 RR44  | 14 września 1999     | MPC |
| (38439) 1999 SQ4   | 29 września 1999     | MPC |
| (38451) 1999 TU    | 1 października 1999  | MPC |
| (38452) 1999 TE1   | 1 października 1999  | MPC |
| (38453) 1999 TU1   | 1 października 1999  | MPC |
| (38456) 1999 TO6   | 6 października 1999  | MPC |
| (38457) 1999 TJ9   | 7 października 1999  | MPC |
| (38460) 1999 TH13  | 7 października 1999  | MPC |
| (38542) 1999 VD7   | 7 listopada 1999     | MPC |
| (38544) 1999 VS21  | 12 listopada 1999    | MPC |
| (38579) 1999 XM15  | 5 grudnia 1999       | MPC |
| (38606) 1999 YC13  | 31 grudnia 1999      | MPC |
| (38723) 2000 QT129 | 30 sierpnia 2000     | MPC |
| (38837) 2000 SM23  | 26 września 2000     | MPC |
| (38977) 2000 UV    | 21 października 2000 | MPC |

| (38978) 2000 UA2  | 22 października 2000 | MPC |
| (38979) 2000 UB2  | 22 października 2000 | MPC |
| (40235) 1998 UX7  | 23 października 1998 | MPC |
| (40266) 1999 GS   | 5 kwietnia 1999      | MPC |
| (40334) 1999 NS4  | 11 lipca 1999        | MPC |
| (40335) 1999 NJ5  | 15 lipca 1999        | MPC |
| (40404) 1999 OB   | 16 lipca 1999        | MPC |
| (40429) 1999 RL27 | 7 września 1999      | MPC |
| (40434) 1999 RH32 | 9 września 1999      | MPC |
| (40435) 1999 RL32 | 9 września 1999      | MPC |
| (40439) 1999 RF34 | 9 września 1999      | MPC |
| (40442) 1999 RO35 | 11 września 1999     | MPC |
| (40448) 1999 RT37 | 12 września 1999     | MPC |
| (40449) 1999 RV37 | 12 września 1999     | MPC |
| (40450) 1999 RX37 | 12 września 1999     | MPC |
| (40451) 1999 RD38 | 13 września 1999     | MPC |
| (40456) 1999 RV41 | 13 września 1999     | MPC |
| (40458) 1999 RH43 | 14 września 1999     | MPC |
| (40460) 1999 RV43 | 15 września 1999     | MPC |
| (40461) 1999 RW43 | 15 września 1999     | MPC |
| (40465) 1999 RQ44 | 14 września 1999     | MPC |
| (40744) 1999 TG1  | 1 października 1999  | MPC |
| (40748) 1999 TO5  | 1 października 1999  | MPC |
| (40749) 1999 TP6  | 6 października 1999  | MPC |
| (40750) 1999 TA7  | 6 października 1999  | MPC |

| (40751) 1999 TD7  | 6 października 1999  | MPC |
| (40752) 1999 TO7  | 7 października 1999  | MPC |
| (40753) 1999 TK8  | 6 października 1999  | MPC |
| (40754) 1999 TM8  | 6 października 1999  | MPC |
| (40755) 1999 TO8  | 6 października 1999  | MPC |
| (40756) 1999 TQ8  | 7 października 1999  | MPC |
| (40762) 1999 TL14 | 11 października 1999 | MPC |
| (40766) 1999 TB17 | 14 października 1999 | MPC |
| (40767) 1999 TC17 | 14 października 1999 | MPC |
| (40989) 1999 UO   | 16 października 1999 | MPC |
| (40990) 1999 UW   | 16 października 1999 | MPC |
| (40991) 1999 UA1  | 16 października 1999 | MPC |
| (40993) 1999 UF2  | 16 października 1999 | MPC |
| (41043) 1999 VW4  | 5 listopada 1999     | MPC |
| (41047) 1999 VP7  | 7 listopada 1999     | MPC |
| (41048) 1999 VQ7  | 7 listopada 1999     | MPC |
| (41050) 1999 VF9  | 8 listopada 1999     | MPC |
| (41055) 1999 VD20 | 10 listopada 1999    | MPC |
| (41200) 1999 WA3  | 27 listopada 1999    | MPC |
| (41202) 1999 WX6  | 28 listopada 1999    | MPC |
| (41203) 1999 WK7  | 28 listopada 1999    | MPC |
| (41425) 2000 CE77 | 10 lutego 2000       | MPC |
| (41554) 2000 RH53 | 5 września 2000      | MPC |
| (41559) 2000 RD60 | 8 września 2000      | MPC |
| (41581) 2000 SY22 | 25 września 2000     | MPC |

| (41675) 2000 UZ1  | 22 października 2000 | MPC |
| (42770) 1998 TH5  | 13 października 1998 | MPC |
| (42773) 1998 UN15 | 23 października 1998 | MPC |
| (42774) 1998 UZ20 | 29 października 1998 | MPC |
| (42818) 1999 NU4  | 12 lipca 1999        | MPC |
| (42819) 1999 NF5  | 15 lipca 1999        | MPC |
| (42848) 1999 RT43 | 13 września 1999     | MPC |
| (42918) 1999 SK4  | 29 września 1999     | MPC |
| (42919) 1999 SS4  | 29 września 1999     | MPC |
| (42926) 1999 TJ7  | 6 października 1999  | MPC |
| (42931) 1999 TG17 | 15 października 1999 | MPC |
| (43022) 1999 VR7  | 7 listopada 1999     | MPC |
| (43086) 1999 WB7  | 28 listopada 1999    | MPC |
| (43099) 1999 XO15 | 5 grudnia 1999       | MPC |
| (43100) 1999 XV15 | 6 grudnia 1999       | MPC |
| (43332) 2000 QG6  | 24 sierpnia 2000     | MPC |
| (43490) 2001 CL   | 2 lutego 2001        | MPC |
| (44427) 1998 TC5  | 13 października 1998 | MPC |
| (44428) 1998 TF5  | 13 października 1998 | MPC |
| (44429) 1998 TU5  | 13 października 1998 | MPC |
| (44434) 1998 UD4  | 20 października 1998 | MPC |
| (44435) 1998 UB7  | 22 października 1998 | MPC |
| (44436) 1998 UE7  | 22 października 1998 | MPC |
| (44437) 1998 UN7  | 22 października 1998 | MPC |
| (44438) 1998 UG8  | 23 października 1998 | MPC |

| (44440) 1998 UM15 | 23 października 1998 | MPC |
| (44441) 1998 UO16 | 24 października 1998 | MPC |
| (44443) 1998 UY19 | 26 października 1998 | MPC |
| (44444) 1998 UZ19 | 26 października 1998 | MPC |
| (44445) 1998 UX20 | 29 października 1998 | MPC |
| (44491) 1998 WU30 | 28 listopada 1998    | MPC |
| (44496) 1998 XM5  | 8 grudnia 1998       | MPC |
| (44499) 1998 XV16 | 15 grudnia 1998      | MPC |
| (44522) 1998 YP1  | 16 grudnia 1998      | MPC |
| (44523) 1998 YR3  | 16 grudnia 1998      | MPC |
| (44528) 1998 YZ6  | 22 grudnia 1998      | MPC |
| (44533) 1998 YN9  | 24 grudnia 1998      | MPC |
| (44534) 1998 YZ9  | 25 grudnia 1998      | MPC |
| (44537) 1999 AG   | 5 stycznia 1999      | MPC |
| (44539) 1999 AH4  | 9 stycznia 1999      | MPC |
| (44541) 1999 AV6  | 9 stycznia 1999      | MPC |
| (44542) 1999 AD7  | 9 stycznia 1999      | MPC |
| (44546) 1999 BR   | 16 stycznia 1999     | MPC |
| (44548) 1999 BQ5  | 20 stycznia 1999     | MPC |
| (44549) 1999 BH13 | 24 stycznia 1999     | MPC |
| (44599) 1999 RA2  | 6 września 1999      | MPC |
| (44612) 1999 RP27 | 7 września 1999      | MPC |
| (44614) 1999 RM34 | 10 września 1999     | MPC |
| (44615) 1999 RQ34 | 11 września 1999     | MPC |
| (44617) 1999 RY37 | 12 września 1999     | MPC |

| (44618) 1999 RO38 | 13 września 1999     | MPC |
| (44619) 1999 RO42 | 14 września 1999     | MPC |
| (44620) 1999 RS43 | 12 września 1999     | MPC |
| (44699) 1999 SG   | 16 września 1999     | MPC |
| (44707) 1999 TR1  | 1 października 1999  | MPC |
| (44708) 1999 TS1  | 1 października 1999  | MPC |
| (44709) 1999 TV1  | 1 października 1999  | MPC |
| (44713) 1999 TP5  | 1 października 1999  | MPC |
| (44718) 1999 TP8  | 7 października 1999  | MPC |
| (44719) 1999 TP9  | 8 października 1999  | MPC |
| (44720) 1999 TS9  | 8 października 1999  | MPC |
| (44722) 1999 TQ10 | 6 października 1999  | MPC |
| (44726) 1999 TT14 | 7 października 1999  | MPC |
| (44729) 1999 TF17 | 15 października 1999 | MPC |
| (44849) 1999 UE1  | 16 października 1999 | MPC |
| (44851) 1999 UE2  | 16 października 1999 | MPC |
| (44852) 1999 UG2  | 17 października 1999 | MPC |
| (44887) 1999 VF5  | 5 listopada 1999     | MPC |
| (44890) 1999 VF7  | 7 listopada 1999     | MPC |
| (44891) 1999 VB8  | 8 listopada 1999     | MPC |
| (44892) 1999 VJ8  | 8 listopada 1999     | MPC |
| (44894) 1999 VK9  | 8 listopada 1999     | MPC |
| (44895) 1999 VL9  | 8 listopada 1999     | MPC |
| (44902) 1999 VJ19 | 10 listopada 1999    | MPC |
| (44904) 1999 VH21 | 12 listopada 1999    | MPC |

| (45021) 1999 WE6  | 28 listopada 1999    | MPC |
| (45022) 1999 WF6  | 28 listopada 1999    | MPC |
| (45023) 1999 WM6  | 28 listopada 1999    | MPC |
| (45024) 1999 WN7  | 28 listopada 1999    | MPC |
| (45025) 1999 WY7  | 29 listopada 1999    | MPC |
| (45031) 1999 WR13 | 29 listopada 1999    | MPC |
| (45260) 2000 AY1  | 2 stycznia 2000      | MPC |
| (45264) 2000 AL5  | 4 stycznia 2000      | MPC |
| (45306) 2000 AC50 | 5 stycznia 2000      | MPC |
| (45307) 2000 AO50 | 6 stycznia 2000      | MPC |
| (45499) 2000 BV2  | 16 stycznia 2000     | MPC |
| (45540) 2000 CY33 | 4 lutego 2000        | MPC |
| (45577) 2000 CT76 | 10 lutego 2000       | MPC |
| (45589) 2000 CM97 | 13 lutego 2000       | MPC |
| (45599) 2000 DJ3  | 27 lutego 2000       | MPC |
| (45650) 2000 EV49 | 6 marca 2000         | MPC |
| (46988) 1998 TJ5  | 13 października 1998 | MPC |
| (46989) 1998 TO5  | 13 października 1998 | MPC |
| (47003) 1998 UF7  | 23 października 1998 | MPC |
| (47004) 1998 UZ7  | 23 października 1998 | MPC |
| (47007) 1998 UL16 | 23 października 1998 | MPC |
| (47010) 1998 UD20 | 28 października 1998 | MPC |
| (47029) 1998 VO31 | 12 listopada 1998    | MPC |
| (47046) 1998 WM9  | 26 listopada 1998    | MPC |
| (47075) 1998 YB   | 16 grudnia 1998      | MPC |

| (47080) 1998 YA7  | 22 grudnia 1998      | MPC |
| (47081) 1998 YV9  | 25 grudnia 1998      | MPC |
| (47088) 1999 AB7  | 9 stycznia 1999      | MPC |
| (47089) 1999 AC7  | 9 stycznia 1999      | MPC |
| (47090) 1999 AJ7  | 9 stycznia 1999      | MPC |
| (47092) 1999 AB10 | 13 stycznia 1999     | MPC |
| (47093) 1999 AF21 | 10 stycznia 1999     | MPC |
| (47094) 1999 AW21 | 15 stycznia 1999     | MPC |
| (47100) 1999 BB10 | 23 stycznia 1999     | MPC |
| (47102) 1999 BT12 | 20 stycznia 1999     | MPC |
| (47149) 1999 RX34 | 11 września 1999     | MPC |
| (47150) 1999 RN35 | 11 września 1999     | MPC |
| (47159) 1999 SJ   | 16 września 1999     | MPC |
| (47161) 1999 TH1  | 1 października 1999  | MPC |
| (47165) 1999 TM14 | 11 października 1999 | MPC |
| (47224) 1999 VG11 | 8 listopada 1999     | MPC |
| (47226) 1999 VE19 | 8 listopada 1999     | MPC |
| (47295) 1999 WV1  | 25 listopada 1999    | MPC |
| (47297) 1999 WN2  | 26 listopada 1999    | MPC |
| (47298) 1999 WX2  | 27 listopada 1999    | MPC |
| (47301) 1999 WA6  | 28 listopada 1999    | MPC |
| (47302) 1999 WG6  | 28 listopada 1999    | MPC |
| (47303) 1999 WU7  | 29 listopada 1999    | MPC |
| (47468) 1999 YS13 | 30 grudnia 1999      | MPC |
| (47499) 2000 AH50 | 5 stycznia 2000      | MPC |

| (47615) 2000 BT22 | 27 stycznia 2000     | MPC |
| (47679) 2000 CN76 | 10 lutego 2000       | MPC |
| (47680) 2000 CC77 | 10 lutego 2000       | MPC |
| (47709) 2000 DC16 | 28 lutego 2000       | MPC |
| (47710) 2000 DJ16 | 29 lutego 2000       | MPC |
| (47711) 2000 DL16 | 29 lutego 2000       | MPC |
| (47776) 2000 EX   | 3 marca 2000         | MPC |
| (47800) 2000 ED50 | 7 marca 2000         | MPC |
| (48021) 2001 DN6  | 16 lutego 2001       | MPC |
| (48641) 1995 UA1  | 20 października 1995 | MPC |
| (49242) 1998 TD5  | 13 października 1998 | MPC |
| (49243) 1998 TE5  | 13 października 1998 | MPC |
| (49244) 1998 TG5  | 13 października 1998 | MPC |
| (49245) 1998 TS5  | 13 października 1998 | MPC |
| (49246) 1998 TF6  | 15 października 1998 | MPC |
| (49251) 1998 TR17 | 15 października 1998 | MPC |
| (49268) 1998 UV7  | 23 października 1998 | MPC |
| (49269) 1998 UW7  | 23 października 1998 | MPC |
| (49273) 1998 UY18 | 27 października 1998 | MPC |
| (49274) 1998 UB20 | 28 października 1998 | MPC |
| (49275) 1998 UO20 | 28 października 1998 | MPC |
| (49276) 1998 UA21 | 29 października 1998 | MPC |
| (49281) 1998 UX22 | 30 października 1998 | MPC |
| (49332) 1998 VC44 | 15 listopada 1998    | MPC |
| (49351) 1998 WE9  | 27 listopada 1998    | MPC |

| (49352) 1998 WS9  | 28 listopada 1998   | MPC |
| (49432) 1998 YD   | 16 grudnia 1998     | MPC |
| (49446) 1998 YO9  | 25 grudnia 1998     | MPC |
| (49462) 1999 AS6  | 9 stycznia 1999     | MPC |
| (49463) 1999 AZ6  | 9 stycznia 1999     | MPC |
| (49464) 1999 AO7  | 11 stycznia 1999    | MPC |
| (49476) 1999 BA6  | 21 stycznia 1999    | MPC |
| (49477) 1999 BA8  | 21 stycznia 1999    | MPC |
| (49478) 1999 BY8  | 22 stycznia 1999    | MPC |
| (49479) 1999 BH9  | 22 stycznia 1999    | MPC |
| (49480) 1999 BX9  | 23 stycznia 1999    | MPC |
| (49482) 1999 BV12 | 24 stycznia 1999    | MPC |
| (49483) 1999 BP13 | 25 stycznia 1999    | MPC |
| (49492) 1999 BC26 | 19 stycznia 1999    | MPC |
| (49502) 1999 CK14 | 15 lutego 1999      | MPC |
| (49595) 1999 FG   | 16 marca 1999       | MPC |
| (49613) 1999 FS32 | 23 marca 1999       | MPC |
| (49622) 1999 GO3  | 9 kwietnia 1999     | MPC |
| (49680) 1999 TN9  | 7 października 1999 | MPC |
| (49767) 1999 WK2  | 26 listopada 1999   | MPC |
| (49769) 1999 WZ6  | 28 listopada 1999   | MPC |
| (49770) 1999 WC7  | 28 listopada 1999   | MPC |
| (49771) 1999 WP7  | 28 listopada 1999   | MPC |
| (49772) 1999 WT7  | 28 listopada 1999   | MPC |
| (49775) 1999 WO13 | 29 listopada 1999   | MPC |

| (49776) 1999 WG18  | 28 listopada 1999 | MPC |
| (49789) 1999 XY15  | 6 grudnia 1999    | MPC |
| (49981) 1999 YJ13  | 30 grudnia 1999   | MPC |
| (49985) 2000 AX1   | 2 stycznia 2000   | MPC |
| (49989) 2000 AJ5   | 2 stycznia 2000   | MPC |
| (49990) 2000 AK5   | 4 stycznia 2000   | MPC |
| (50035) 2000 AL50  | 6 stycznia 2000   | MPC |
| (50236) 2000 BB3   | 26 stycznia 2000  | MPC |
| (50272) 2000 CZ    | 3 lutego 2000     | MPC |
| (50273) 2000 CA1   | 3 lutego 2000     | MPC |
| (50274) 2000 CN1   | 4 lutego 2000     | MPC |
| (50297) 2000 CS33  | 4 lutego 2000     | MPC |
| (50298) 2000 CA34  | 4 lutego 2000     | MPC |
| (50299) 2000 CD34  | 4 lutego 2000     | MPC |
| (50300) 2000 CF34  | 5 lutego 2000     | MPC |
| (50361) 2000 CE76  | 5 lutego 2000     | MPC |
| (50362) 2000 CB77  | 10 lutego 2000    | MPC |
| (50363) 2000 CD77  | 10 lutego 2000    | MPC |
| (50364) 2000 CG77  | 10 lutego 2000    | MPC |
| (50415) 2000 DL2   | 24 lutego 2000    | MPC |
| (50429) 2000 DB16  | 28 lutego 2000    | MPC |
| (50430) 2000 DG16  | 29 lutego 2000    | MPC |
| (50538) 2000 EA15  | 3 marca 2000      | MPC |
| (50601) 2000 EY49  | 6 marca 2000      | MPC |
| (50665) 2000 EK104 | 14 marca 2000     | MPC |

| (51387) 2001 DU6  | 17 lutego 2001       | MPC |
| (52957) 1998 TW1  | 14 października 1998 | MPC |
| (52966) 1998 TQ17 | 15 października 1998 | MPC |
| (52977) 1998 UE4  | 21 października 1998 | MPC |
| (52978) 1998 UH7  | 20 października 1998 | MPC |
| (52979) 1998 UL7  | 22 października 1998 | MPC |
| (52980) 1998 UP7  | 22 października 1998 | MPC |
| (52981) 1998 UX15 | 24 października 1998 | MPC |
| (52985) 1998 UV19 | 23 października 1998 | MPC |
| (52986) 1998 UE21 | 29 października 1998 | MPC |
| (53033) 1998 WN9  | 26 listopada 1998    | MPC |
| (53103) 1999 AB2  | 6 stycznia 1999      | MPC |
| (53106) 1999 AG4  | 6 stycznia 1999      | MPC |
| (53121) 1999 AJ21 | 14 stycznia 1999     | MPC |
| (53124) 1999 AC23 | 14 stycznia 1999     | MPC |
| (53140) 1999 BT5  | 20 stycznia 1999     | MPC |
| (53142) 1999 BR7  | 21 stycznia 1999     | MPC |
| (53143) 1999 BB9  | 22 stycznia 1999     | MPC |
| (53146) 1999 BG10 | 23 stycznia 1999     | MPC |
| (53277) 1999 FU32 | 24 marca 1999        | MPC |
| (53287) 1999 GR   | 5 kwietnia 1999      | MPC |
| (53425) 1999 SO4  | 29 września 1999     | MPC |
| (53437) 1999 WL2  | 26 listopada 1999    | MPC |
| (53543) 2000 BD3  | 26 stycznia 2000     | MPC |
| (53544) 2000 BF3  | 27 stycznia 2000     | MPC |

| (53568) 2000 CB34 | 4 lutego 2000        | MPC |
| (53601) 2000 CK72 | 4 lutego 2000        | MPC |
| (53602) 2000 CL72 | 6 lutego 2000        | MPC |
| (53605) 2000 CY76 | 10 lutego 2000       | MPC |
| (53626) 2000 CE97 | 11 lutego 2000       | MPC |
| (53641) 2000 DD16 | 28 lutego 2000       | MPC |
| (53714) 2000 EY   | 5 marca 2000         | MPC |
| (53716) 2000 EU7  | 2 marca 2000         | MPC |
| (54096) 2000 HX1  | 25 kwietnia 2000     | MPC |
| (54097) 2000 HZ1  | 26 kwietnia 2000     | MPC |
| (54532) 2000 QR35 | 28 sierpnia 2000     | MPC |
| (56012) 1998 UE19 | 27 października 1998 | MPC |
| (56013) 1998 UB21 | 29 października 1998 | MPC |
| (56066) 1998 YA   | 16 grudnia 1998      | MPC |
| (56089) 1999 AY25 | 6 stycznia 1999      | MPC |
| (56094) 1999 BW5  | 20 stycznia 1999     | MPC |
| (56096) 1999 BA9  | 22 stycznia 1999     | MPC |
| (56098) 1999 BE13 | 24 stycznia 1999     | MPC |
| (56099) 1999 BL13 | 25 stycznia 1999     | MPC |
| (56102) 1999 BD15 | 24 stycznia 1999     | MPC |
| (56118) 1999 CF14 | 13 lutego 1999       | MPC |
| (56165) 1999 EZ2  | 8 marca 1999         | MPC |
| (56370) 2000 EV7  | 2 marca 2000         | MPC |
| (56820) 2000 QK8  | 26 sierpnia 2000     | MPC |
| (56834) 2000 QO35 | 28 sierpnia 2000     | MPC |

| (59046) 1998 TW17 | 13 października 1998 | MPC |
| (59055) 1998 UQ7  | 22 października 1998 | MPC |
| (59056) 1998 UK16 | 22 października 1998 | MPC |
| (59058) 1998 UA19 | 27 października 1998 | MPC |
| (59059) 1998 UZ22 | 30 października 1998 | MPC |
| (59176) 1999 AP7  | 11 stycznia 1999     | MPC |
| (59190) 1999 AZ21 | 15 stycznia 1999     | MPC |
| (59194) 1999 BV1  | 18 stycznia 1999     | MPC |
| (59198) 1999 BT3  | 19 stycznia 1999     | MPC |
| (59200) 1999 BS7  | 21 stycznia 1999     | MPC |
| (59201) 1999 BW7  | 21 stycznia 1999     | MPC |
| (59202) 1999 BB8  | 21 stycznia 1999     | MPC |
| (59203) 1999 BC9  | 22 stycznia 1999     | MPC |
| (59204) 1999 BF9  | 22 stycznia 1999     | MPC |
| (59205) 1999 BD10 | 23 stycznia 1999     | MPC |
| (59206) 1999 BE10 | 23 stycznia 1999     | MPC |
| (59208) 1999 BW12 | 24 stycznia 1999     | MPC |
| (59209) 1999 BD13 | 24 stycznia 1999     | MPC |
| (59210) 1999 BJ13 | 25 stycznia 1999     | MPC |
| (59215) 1999 BC15 | 21 stycznia 1999     | MPC |
| (59216) 1999 BG15 | 25 stycznia 1999     | MPC |
| (59242) 1999 CS4  | 12 lutego 1999       | MPC |
| (59246) 1999 CQ8  | 12 lutego 1999       | MPC |
| (59402) 1999 FR32 | 23 marca 1999        | MPC |
| (59416) 1999 GM   | 5 kwietnia 1999      | MPC |

| (59424) 1999 GP4  | 10 kwietnia 1999     | MPC |
| (59474) 1999 HK2  | 20 kwietnia 1999     | MPC |
| (59475) 1999 HN2  | 19 kwietnia 1999     | MPC |
| (59506) 1999 JD11 | 9 maja 1999          | MPC |
| (59729) 1999 LN   | 6 czerwca 1999       | MPC |
| (59762) 1999 NB1  | 11 lipca 1999        | MPC |
| (59824) 1999 RQ27 | 7 września 1999      | MPC |
| (59825) 1999 RV27 | 8 września 1999      | MPC |
| (59827) 1999 RF32 | 9 września 1999      | MPC |
| (59831) 1999 RR36 | 11 września 1999     | MPC |
| (59975) 1999 SE   | 16 września 1999     | MPC |
| (59996) 1999 TZ   | 1 października 1999  | MPC |
| (59997) 1999 TN1  | 1 października 1999  | MPC |
| (60003) 1999 TM7  | 7 października 1999  | MPC |
| (60005) 1999 TW15 | 7 października 1999  | MPC |
| (60149) 1999 UC2  | 16 października 1999 | MPC |
| (60179) 1999 VE7  | 7 listopada 1999     | MPC |
| (60180) 1999 VK8  | 8 listopada 1999     | MPC |
| (60185) 1999 VY21 | 12 listopada 1999    | MPC |
| (60437) 2000 CU76 | 10 lutego 2000       | MPC |
| (60515) 2000 EQ14 | 5 marca 2000         | MPC |
| (60736) 2000 GJ82 | 8 kwietnia 2000      | MPC |
| (60789) 2000 HW1  | 25 kwietnia 2000     | MPC |
| (60805) 2000 HS23 | 26 kwietnia 2000     | MPC |
| (61471) 2000 QQ35 | 28 sierpnia 2000     | MPC |

| (61942) 2000 RP12 | 2 września 2000      | MPC |
| (62155) 2000 SD23 | 25 września 2000     | MPC |
| (62156) 2000 SL23 | 26 września 2000     | MPC |
| (62743) 2000 UA1  | 21 października 2000 | MPC |
| (62745) 2000 UY1  | 21 października 2000 | MPC |
| (62746) 2000 UE2  | 22 października 2000 | MPC |
| (62764) 2000 UL13 | 23 października 2000 | MPC |
| (66199) 1999 BF13 | 24 stycznia 1999     | MPC |
| (66210) 1999 CR14 | 15 lutego 1999       | MPC |
| (66252) 1999 GM2  | 6 kwietnia 1999      | MPC |
| (66278) 1999 JC11 | 9 maja 1999          | MPC |
| (66282) 1999 JA13 | 9 maja 1999          | MPC |
| (66481) 1999 RZ34 | 11 września 1999     | MPC |
| (66482) 1999 RW37 | 12 września 1999     | MPC |
| (66485) 1999 RX41 | 13 września 1999     | MPC |
| (66487) 1999 RL42 | 13 września 1999     | MPC |
| (66489) 1999 RS44 | 15 września 1999     | MPC |
| (66659) 1999 TJ1  | 1 października 1999  | MPC |
| (66663) 1999 TV8  | 6 października 1999  | MPC |
| (66664) 1999 TB9  | 7 października 1999  | MPC |
| (66665) 1999 TC9  | 7 października 1999  | MPC |
| (66666) 1999 TL9  | 7 października 1999  | MPC |
| (66668) 1999 TN14 | 11 października 1999 | MPC |
| (66673) 1999 TC19 | 15 października 1999 | MPC |
| (66847) 1999 VT4  | 5 listopada 1999     | MPC |

| (66852) 1999 VH11 | 9 listopada 1999     | MPC |
| (66854) 1999 VL19 | 10 listopada 1999    | MPC |
| (66935) 1999 WZ1  | 26 listopada 1999    | MPC |
| (66937) 1999 WB6  | 28 listopada 1999    | MPC |
| (67418) 2000 QS68 | 29 sierpnia 2000     | MPC |
| (67513) 2000 RA60 | 5 września 2000      | MPC |
| (67714) 2000 UC2  | 22 października 2000 | MPC |
| (67885) 2000 WB51 | 28 listopada 2000    | MPC |
| (69933) 1998 UA7  | 21 października 1998 | MPC |
| (69960) 1998 VN31 | 11 listopada 1998    | MPC |
| (70003) 1998 XV12 | 15 grudnia 1998      | MPC |
| (70018) 1998 YP9  | 25 grudnia 1998      | MPC |
| (70022) 1999 AF7  | 9 stycznia 1999      | MPC |
| (70047) 1999 FL10 | 16 marca 1999        | MPC |
| (70125) 1999 NZ   | 7 lipca 1999         | MPC |
| (70182) 1999 RS1  | 5 września 1999      | MPC |
| (70183) 1999 RA3  | 6 września 1999      | MPC |
| (70209) 1999 RL34 | 10 września 1999     | MPC |
| (70211) 1999 RZ37 | 12 września 1999     | MPC |
| (70212) 1999 RA38 | 12 września 1999     | MPC |
| (70217) 1999 RM42 | 14 września 1999     | MPC |
| (70219) 1999 RB44 | 15 września 1999     | MPC |
| (70412) 1999 SM4  | 29 września 1999     | MPC |
| (70427) 1999 TB1  | 1 października 1999  | MPC |
| (70428) 1999 TP1  | 1 października 1999  | MPC |

| (70429) 1999 TY1   | 2 października 1999  | MPC |
| (70437) 1999 TK6   | 6 października 1999  | MPC |
| (70438) 1999 TX6   | 6 października 1999  | MPC |
| (70439) 1999 TE7   | 6 października 1999  | MPC |
| (70442) 1999 TR9   | 8 października 1999  | MPC |
| (70447) 1999 TG14  | 10 października 1999 | MPC |
| (70676) 1999 UM    | 16 października 1999 | MPC |
| (70677) 1999 UU    | 16 października 1999 | MPC |
| (70729) 1999 VU4   | 5 listopada 1999     | MPC |
| (70738) 1999 VF11  | 8 listopada 1999     | MPC |
| (70742) 1999 VF19  | 8 listopada 1999     | MPC |
| (70743) 1999 VG19  | 9 listopada 1999     | MPC |
| (70941) 1999 WJ6   | 28 listopada 1999    | MPC |
| (71225) 1999 YU13  | 31 grudnia 1999      | MPC |
| (71233) 2000 AC    | 1 stycznia 2000      | MPC |
| (71283) 2000 AB50  | 4 stycznia 2000      | MPC |
| (71284) 2000 AE50  | 5 stycznia 2000      | MPC |
| (71386) 2000 AE153 | 6 stycznia 2000      | MPC |
| (71434) 2000 AJ205 | 15 stycznia 2000     | MPC |
| (71460) 2000 BA3   | 26 stycznia 2000     | MPC |
| (71523) 2000 CO76  | 10 lutego 2000       | MPC |
| (71546) 2000 DK2   | 24 lutego 2000       | MPC |
| (71813) 2000 UZ    | 21 października 2000 | MPC |
| (72055) 2000 YF8   | 22 grudnia 2000      | MPC |
| (72417) 2001 CF32  | 11 lutego 2001       | MPC |

| (72453) 2001 DO6  | 16 lutego 2001       | MPC |
| (74314) 1998 UT7  | 23 października 1998 | MPC |
| (74316) 1998 UW15 | 24 października 1998 | MPC |
| (74374) 1998 XN4  | 9 grudnia 1998       | MPC |
| (74379) 1998 XU12 | 15 grudnia 1998      | MPC |
| (74428) 1999 BX3  | 20 stycznia 1999     | MPC |
| (74429) 1999 BU7  | 21 stycznia 1999     | MPC |
| (74430) 1999 BN10 | 24 stycznia 1999     | MPC |
| (74433) 1999 BC13 | 24 stycznia 1999     | MPC |
| (74445) 1999 CP14 | 15 lutego 1999       | MPC |
| (74556) 1999 LG6  | 11 czerwca 1999      | MPC |
| (74598) 1999 RU1  | 5 września 1999      | MPC |
| (74599) 1999 RF3  | 6 września 1999      | MPC |
| (74627) 1999 RP42 | 14 września 1999     | MPC |
| (74787) 1999 SH2  | 22 września 1999     | MPC |
| (74792) 1999 SS9  | 29 września 1999     | MPC |
| (74806) 1999 TT   | 1 października 1999  | MPC |
| (74807) 1999 TV   | 1 października 1999  | MPC |
| (74808) 1999 TW1  | 1 października 1999  | MPC |
| (74812) 1999 TN5  | 1 października 1999  | MPC |
| (74813) 1999 TB7  | 6 października 1999  | MPC |
| (74825) 1999 TE17 | 15 października 1999 | MPC |
| (75010) 1999 UP   | 16 października 1999 | MPC |
| (75012) 1999 UO3  | 17 października 1999 | MPC |
| (75061) 1999 VK7  | 7 listopada 1999     | MPC |

| (75062) 1999 VZ7   | 8 listopada 1999     | MPC |
| (75066) 1999 VK11  | 10 listopada 1999    | MPC |
| (75074) 1999 VU21  | 12 listopada 1999    | MPC |
| (75075) 1999 VB22  | 13 listopada 1999    | MPC |
| (75224) 1999 WC3   | 27 listopada 1999    | MPC |
| (75232) 1999 WK6   | 28 listopada 1999    | MPC |
| (75233) 1999 WE7   | 28 listopada 1999    | MPC |
| (75234) 1999 WO7   | 28 listopada 1999    | MPC |
| (75235) 1999 WX7   | 29 listopada 1999    | MPC |
| (75245) 1999 WH18  | 29 listopada 1999    | MPC |
| (75268) 1999 XN15  | 5 grudnia 1999       | MPC |
| (75269) 1999 XU15  | 6 grudnia 1999       | MPC |
| (75568) 2000 AR1   | 2 stycznia 2000      | MPC |
| (75629) 2000 AK50  | 6 stycznia 2000      | MPC |
| (75784) 2000 AR205 | 15 stycznia 2000     | MPC |
| (75785) 2000 AS205 | 15 stycznia 2000     | MPC |
| (75806) 2000 AW237 | 6 stycznia 2000      | MPC |
| (75812) 2000 BF    | 16 stycznia 2000     | MPC |
| (75886) 2000 CZ33  | 4 lutego 2000        | MPC |
| (75968) 2000 CF104 | 10 lutego 2000       | MPC |
| (75986) 2000 DO3   | 28 lutego 2000       | MPC |
| (76144) 2000 EK14  | 5 marca 2000         | MPC |
| (77036) 2001 CV35  | 14 lutego 2001       | MPC |
| (77053) 2001 DR6   | 16 lutego 2001       | MPC |
| (79768) 1998 UO7   | 22 października 1998 | MPC |

| (79774) 1998 UL15  | 22 października 1998 | MPC |
| (79778) 1998 UC21  | 29 października 1998 | MPC |
| (79790) 1998 VF5   | 11 listopada 1998    | MPC |
| (79885) 1999 AE10  | 14 stycznia 1999     | MPC |
| (79891) 1999 BS1   | 17 stycznia 1999     | MPC |
| (79897) 1999 BY5   | 21 stycznia 1999     | MPC |
| (79901) 1999 BK9   | 22 stycznia 1999     | MPC |
| (79904) 1999 BO13  | 25 stycznia 1999     | MPC |
| (80019) 1999 HL2   | 23 kwietnia 1999     | MPC |
| (80111) 1999 RK42  | 13 września 1999     | MPC |
| (80181) 1999 VD11  | 7 listopada 1999     | MPC |
| (80244) 1999 WY1   | 25 listopada 1999    | MPC |
| (80246) 1999 WW6   | 28 listopada 1999    | MPC |
| (80247) 1999 WD7   | 28 listopada 1999    | MPC |
| (80248) 1999 WL7   | 28 listopada 1999    | MPC |
| (80263) 1999 XQ15  | 5 grudnia 1999       | MPC |
| (80264) 1999 XR15  | 5 grudnia 1999       | MPC |
| (80444) 1999 YG9   | 31 grudnia 1999      | MPC |
| (80446) 1999 YW13  | 31 grudnia 1999      | MPC |
| (80498) 2000 AG50  | 5 stycznia 2000      | MPC |
| (80633) 2000 AU205 | 15 stycznia 2000     | MPC |
| (80654) 2000 BE2   | 25 stycznia 2000     | MPC |
| (80682) 2000 BN30  | 27 stycznia 2000     | MPC |
| (80696) 2000 CB1   | 3 lutego 2000        | MPC |
| (80697) 2000 CC1   | 3 lutego 2000        | MPC |

| (80699) 2000 CM1  | 4 lutego 2000        | MPC |
| (80738) 2000 CW33 | 4 lutego 2000        | MPC |
| (80739) 2000 CK34 | 5 lutego 2000        | MPC |
| (80779) 2000 CP76 | 10 lutego 2000       | MPC |
| (80823) 2000 DP   | 23 lutego 2000       | MPC |
| (81206) 2000 FB11 | 30 marca 2000        | MPC |
| (81550) 2000 HU23 | 26 kwietnia 2000     | MPC |
| (81931) 2000 OF7  | 28 lipca 2000        | MPC |
| (82019) 2000 SK23 | 26 września 2000     | MPC |
| (85768) 1998 TV29 | 15 października 1998 | MPC |
| (85775) 1998 UY20 | 29 października 1998 | MPC |
| (85820) 1998 XP9  | 14 grudnia 1998      | MPC |
| (85843) 1998 YT9  | 25 grudnia 1998      | MPC |
| (85865) 1999 BW8  | 22 stycznia 1999     | MPC |
| (85866) 1999 BV9  | 22 stycznia 1999     | MPC |
| (85867) 1999 BY9  | 23 stycznia 1999     | MPC |
| (85868) 1999 BZ9  | 23 stycznia 1999     | MPC |
| (85869) 1999 BK10 | 23 stycznia 1999     | MPC |
| (85880) 1999 CL14 | 15 lutego 1999       | MPC |
| (86065) 1999 RO27 | 7 września 1999      | MPC |
| (86066) 1999 RR27 | 8 września 1999      | MPC |
| (86069) 1999 RO32 | 9 września 1999      | MPC |
| (86070) 1999 RZ43 | 15 września 1999     | MPC |
| (86201) 1999 TD1  | 1 października 1999  | MPC |
| (86202) 1999 TT1  | 1 października 1999  | MPC |

| (86206) 1999 TK9  | 7 października 1999  | MPC |
| (86207) 1999 TP15 | 7 października 1999  | MPC |
| (86278) 1999 UN   | 16 października 1999 | MPC |
| (86297) 1999 VP21 | 12 listopada 1999    | MPC |
| (86325) 1999 WC6  | 28 listopada 1999    | MPC |
| (86327) 1999 WM13 | 29 listopada 1999    | MPC |
| (86421) 2000 BC3  | 26 stycznia 2000     | MPC |
| (86425) 2000 BQ22 | 26 stycznia 2000     | MPC |
| (86470) 2000 CV76 | 10 lutego 2000       | MPC |
| (86471) 2000 CX76 | 10 lutego 2000       | MPC |
| (86472) 2000 CZ76 | 10 lutego 2000       | MPC |
| (87703) 2000 SE23 | 25 września 2000     | MPC |
| (87704) 2000 SG23 | 26 września 2000     | MPC |
| (88244) 2001 CG38 | 15 lutego 2001       | MPC |
| (91206) 1998 WY7  | 24 listopada 1998    | MPC |
| (91219) 1999 AN7  | 11 stycznia 1999     | MPC |
| (91227) 1999 BG9  | 22 stycznia 1999     | MPC |
| (91228) 1999 BG13 | 24 stycznia 1999     | MPC |
| (91229) 1999 BN15 | 26 stycznia 1999     | MPC |
| (91236) 1999 CP4  | 6 lutego 1999        | MPC |
| (91274) 1999 DM3  | 18 lutego 1999       | MPC |
| (91312) 1999 GE7  | 13 kwietnia 1999     | MPC |
| (91451) 1999 RG38 | 13 września 1999     | MPC |
| (91589) 1999 TF1  | 1 października 1999  | MPC |
| (91593) 1999 TF7  | 6 października 1999  | MPC |

| (91594) 1999 TN8   | 6 października 1999  | MPC |
| (91601) 1999 TA17  | 10 października 1999 | MPC |
| (91603) 1999 TA19  | 15 października 1999 | MPC |
| (91843) 1999 UF1   | 16 października 1999 | MPC |
| (91905) 1999 VB20  | 10 listopada 1999    | MPC |
| (92060) 1999 WY6   | 28 listopada 1999    | MPC |
| (92071) 1999 WJ18  | 29 listopada 1999    | MPC |
| (92285) 2000 EW    | 3 marca 2000         | MPC |
| (92623) 2000 QB8   | 25 sierpnia 2000     | MPC |
| (92770) 2000 QO129 | 30 sierpnia 2000     | MPC |
| (92972) 2000 RZ59  | 5 września 2000      | MPC |
| (93067) 2000 SB23  | 25 września 2000     | MPC |
| (93525) 2000 UX    | 21 października 2000 | MPC |
| (93526) 2000 UY    | 21 października 2000 | MPC |
| (96572) 1998 UN16  | 23 października 1998 | MPC |
| (96614) 1999 CL16  | 6 lutego 1999        | MPC |
| (96622) 1999 DY    | 18 lutego 1999       | MPC |
| (96635) 1999 GR4   | 10 kwietnia 1999     | MPC |
| (96860) 1999 SG2   | 22 września 1999     | MPC |
| (97061) 1999 VE5   | 5 listopada 1999     | MPC |
| (97067) 1999 VL21  | 12 listopada 1999    | MPC |
| (97068) 1999 VT21  | 12 listopada 1999    | MPC |
| (97183) 1999 WR1   | 25 listopada 1999    | MPC |
| (97279) 1999 XT144 | 6 grudnia 1999       | MPC |
| (97341) 2000 AU1   | 2 stycznia 2000      | MPC |

| (97488) 2000 CG76  | 5 lutego 2000        | MPC |
| (97489) 2000 CQ76  | 10 lutego 2000       | MPC |
| (97519) 2000 DM16  | 29 lutego 2000       | MPC |
| (97852) 2000 QH6   | 24 sierpnia 2000     | MPC |
| (97853) 2000 QM8   | 25 sierpnia 2000     | MPC |
| (97953) 2000 QR129 | 30 sierpnia 2000     | MPC |
| (98034) 2000 RQ12  | 2 września 2000      | MPC |
| (98120) 2000 SK5   | 22 września 2000     | MPC |
| (98126) 2000 SH23  | 26 września 2000     | MPC |
| (98393) 2000 UG2   | 23 października 2000 | MPC |
| (98394) 2000 UH2   | 23 października 2000 | MPC |
| (101550) 1999 AE   | 5 stycznia 1999      | MPC |
| (101557) 1999 AW6  | 9 stycznia 1999      | MPC |
| (101566) 1999 AO21 | 14 stycznia 1999     | MPC |
| (101573) 1999 BQ   | 16 stycznia 1999     | MPC |
| (101580) 1999 BZ5  | 21 stycznia 1999     | MPC |
| (101581) 1999 BY7  | 21 stycznia 1999     | MPC |
| (101582) 1999 BZ8  | 22 stycznia 1999     | MPC |
| (101583) 1999 BF10 | 23 stycznia 1999     | MPC |
| (101589) 1999 BP14 | 16 stycznia 1999     | MPC |
| (101594) 1999 BE26 | 26 stycznia 1999     | MPC |
| (101620) 1999 CN14 | 15 lutego 1999       | MPC |
| (101622) 1999 CP16 | 15 lutego 1999       | MPC |
| (101775) 1999 GT   | 5 kwietnia 1999      | MPC |
| (101870) 1999 NV   | 7 lipca 1999         | MPC |

| (101906) 1999 RX1  | 6 września 1999      | MPC |
| (101907) 1999 RC3  | 6 września 1999      | MPC |
| (101951) 1999 RK31 | 9 września 1999      | MPC |
| (101953) 1999 RM32 | 9 września 1999      | MPC |
| (101956) 1999 RS36 | 11 września 1999     | MPC |
| (101957) 1999 RT36 | 12 września 1999     | MPC |
| (101959) 1999 RH38 | 13 września 1999     | MPC |
| (101964) 1999 RU41 | 13 września 1999     | MPC |
| (101965) 1999 RY41 | 13 września 1999     | MPC |
| (102191) 1999 SH4  | 29 września 1999     | MPC |
| (102212) 1999 TA1  | 1 października 1999  | MPC |
| (102213) 1999 TL1  | 1 października 1999  | MPC |
| (102214) 1999 TO1  | 1 października 1999  | MPC |
| (102220) 1999 TJ8  | 6 października 1999  | MPC |
| (102221) 1999 TT9  | 7 października 1999  | MPC |
| (102523) 1999 UG   | 16 października 1999 | MPC |
| (102524) 1999 UK   | 16 października 1999 | MPC |
| (102525) 1999 UV   | 16 października 1999 | MPC |
| (102526) 1999 UG1  | 16 października 1999 | MPC |
| (102527) 1999 UH2  | 17 października 1999 | MPC |
| (102529) 1999 UD4  | 27 października 1999 | MPC |
| (102599) 1999 VX4  | 5 listopada 1999     | MPC |
| (102600) 1999 VC5  | 5 listopada 1999     | MPC |
| (102601) 1999 VD5  | 5 listopada 1999     | MPC |
| (102602) 1999 VG5  | 7 listopada 1999     | MPC |

| (102605) 1999 VH9  | 8 listopada 1999  | MPC |
| (102607) 1999 VJ11 | 10 listopada 1999 | MPC |
| (102611) 1999 VK19 | 10 listopada 1999 | MPC |
| (102612) 1999 VY19 | 9 listopada 1999  | MPC |
| (102614) 1999 VG21 | 12 listopada 1999 | MPC |
| (102615) 1999 VJ21 | 12 listopada 1999 | MPC |
| (102616) 1999 VC22 | 13 listopada 1999 | MPC |
| (102861) 1999 WZ2  | 27 listopada 1999 | MPC |
| (102862) 1999 WB3  | 27 listopada 1999 | MPC |
| (102868) 1999 WO6  | 28 listopada 1999 | MPC |
| (102903) 1999 XK15 | 5 grudnia 1999    | MPC |
| (103226) 1999 YH9  | 31 grudnia 1999   | MPC |
| (103228) 1999 YT13 | 31 grudnia 1999   | MPC |
| (103247) 2000 AS4  | 3 stycznia 2000   | MPC |
| (103302) 2000 AF50 | 5 stycznia 2000   | MPC |
| (103303) 2000 AM50 | 6 stycznia 2000   | MPC |
| (103509) 2000 BG2  | 26 stycznia 2000  | MPC |
| (103511) 2000 BW2  | 25 stycznia 2000  | MPC |
| (103512) 2000 BZ2  | 26 stycznia 2000  | MPC |
| (103545) 2000 BP22 | 25 stycznia 2000  | MPC |
| (103558) 2000 BE29 | 25 stycznia 2000  | MPC |
| (103577) 2000 CL1  | 4 lutego 2000     | MPC |
| (103640) 2000 CQ33 | 4 lutego 2000     | MPC |
| (103641) 2000 CV33 | 4 lutego 2000     | MPC |
| (103642) 2000 CG34 | 5 lutego 2000     | MPC |

| (103653) 2000 CR39  | 5 lutego 2000        | MPC |
| (103692) 2000 CJ72  | 3 lutego 2000        | MPC |
| (103698) 2000 CH77  | 10 lutego 2000       | MPC |
| (103768) 2000 DO    | 23 lutego 2000       | MPC |
| (105554) 2000 RJ53  | 5 września 2000      | MPC |
| (105555) 2000 RK53  | 5 września 2000      | MPC |
| (105579) 2000 RE77  | 8 września 2000      | MPC |
| (105648) 2000 SA23  | 25 września 2000     | MPC |
| (105673) 2000 SL42  | 26 września 2000     | MPC |
| (106830) 2000 YC4   | 19 grudnia 2000      | MPC |
| (106835) 2000 YE8   | 22 grudnia 2000      | MPC |
| (106838) 2000 YT9   | 23 grudnia 2000      | MPC |
| (107291) 2001 CF    | 1 lutego 2001        | MPC |
| (107407) 2001 DS6   | 17 lutego 2001       | MPC |
| (118304) 1998 UQ20  | 28 października 1998 | MPC |
| (118321) 1998 XS12  | 15 grudnia 1998      | MPC |
| (118416) 1999 TD9   | 7 października 1999  | MPC |
| (118457) 1999 WP6   | 28 listopada 1999    | MPC |
| (118493) 2000 DH3   | 27 lutego 2000       | MPC |
| (118521) 2000 EO14  | 5 marca 2000         | MPC |
| (118735) 2000 QM129 | 30 sierpnia 2000     | MPC |
| (121013) 1999 AG21  | 13 stycznia 1999     | MPC |
| (121020) 1999 BV8   | 22 stycznia 1999     | MPC |
| (121021) 1999 BB13  | 24 stycznia 1999     | MPC |
| (121104) 1999 GQ    | 5 kwietnia 1999      | MPC |

| (121321) 1999 SH    | 16 września 1999     | MPC |
| (121341) 1999 TB19  | 15 października 1999 | MPC |
| (121644) 1999 WN6   | 28 listopada 1999    | MPC |
| (121645) 1999 WQ7   | 28 listopada 1999    | MPC |
| (121864) 2000 CK76  | 9 lutego 2000        | MPC |
| (122307) 2000 QE8   | 25 sierpnia 2000     | MPC |
| (122308) 2000 QJ8   | 25 sierpnia 2000     | MPC |
| (122558) 2000 RA    | 1 września 2000      | MPC |
| (122631) 2000 RV78  | 10 września 2000     | MPC |
| (122691) 2000 SP11  | 24 września 2000     | MPC |
| (123385) 2000 WO62  | 28 listopada 2000    | MPC |
| (129738) 1999 BT    | 16 stycznia 1999     | MPC |
| (129761) 1999 GL6   | 14 kwietnia 1999     | MPC |
| (129886) 1999 TA9   | 7 października 1999  | MPC |
| (129995) 1999 VA20  | 10 listopada 1999    | MPC |
| (130079) 1999 WW2   | 26 listopada 1999    | MPC |
| (130080) 1999 WQ6   | 28 listopada 1999    | MPC |
| (130082) 1999 WP13  | 29 listopada 1999    | MPC |
| (130207) 2000 AV205 | 15 stycznia 2000     | MPC |
| (130222) 2000 BM    | 24 stycznia 2000     | MPC |
| (130244) 2000 CD76  | 4 lutego 2000        | MPC |
| (130585) 2000 RU77  | 9 września 2000      | MPC |
| (130808) 2000 UU    | 21 października 2000 | MPC |
| (130818) 2000 UM13  | 23 października 2000 | MPC |
| (130857) 2000 UV77  | 23 października 2000 | MPC |

| (134467) 1998 UM7   | 22 października 1998 | MPC |
| (134497) 1999 BQ1   | 16 stycznia 1999     | MPC |
| (134498) 1999 BZ7   | 21 stycznia 1999     | MPC |
| (134499) 1999 BE9   | 22 stycznia 1999     | MPC |
| (134578) 1999 TN7   | 7 października 1999  | MPC |
| (134644) 1999 VV4   | 5 listopada 1999     | MPC |
| (134645) 1999 VZ4   | 5 listopada 1999     | MPC |
| (134646) 1999 VN7   | 7 listopada 1999     | MPC |
| (134647) 1999 VM9   | 8 listopada 1999     | MPC |
| (134675) 1999 WR6   | 28 listopada 1999    | MPC |
| (137067) 1998 WQ9   | 28 listopada 1998    | MPC |
| (137107) 1999 AT6   | 9 stycznia 1999      | MPC |
| (137122) 1999 BX12  | 24 stycznia 1999     | MPC |
| (137309) 1999 TM5   | 1 października 1999  | MPC |
| (137310) 1999 TF9   | 7 października 1999  | MPC |
| (137502) 1999 VP19  | 10 listopada 1999    | MPC |
| (137503) 1999 VZ19  | 10 listopada 1999    | MPC |
| (137504) 1999 VO21  | 12 listopada 1999    | MPC |
| (137505) 1999 VZ21  | 12 listopada 1999    | MPC |
| (137506) 1999 VA22  | 12 listopada 1999    | MPC |
| (137631) 1999 WU1   | 25 listopada 1999    | MPC |
| (137901) 2000 AD204 | 12 stycznia 2000     | MPC |
| (137926) 2000 BS22  | 27 stycznia 2000     | MPC |
| (137947) 2000 CD1   | 4 lutego 2000        | MPC |
| (137970) 2000 CR33  | 4 lutego 2000        | MPC |

| (137971) 2000 CQ39  | 5 lutego 2000        | MPC |
| (145843) 1999 AD10  | 13 stycznia 1999     | MPC |
| (146009) 2000 CR76  | 10 lutego 2000       | MPC |
| (146043) 2000 ET7   | 2 marca 2000         | MPC |
| (148063) 1998 UA20  | 28 października 1998 | MPC |
| (148082) 1999 BH15  | 26 stycznia 1999     | MPC |
| (148333) 2000 QA149 | 30 sierpnia 2000     | MPC |
| (150338) 1999 XL15  | 5 grudnia 1999       | MPC |
| (150372) 2000 CF76  | 5 lutego 2000        | MPC |
| (150396) 2000 EP14  | 5 marca 2000         | MPC |
| (150402) 2000 EM75  | 10 marca 2000        | MPC |
| (152786) 1999 TS    | 1 października 1999  | MPC |
| (157882) 1999 RV1   | 5 września 1999      | MPC |
| (157883) 1999 RF38  | 13 września 1999     | MPC |
| (157950) 2000 CN40  | 3 lutego 2000        | MPC |
| (162155) 1999 BV7   | 21 stycznia 1999     | MPC |
| (162167) 1999 GH6   | 13 kwietnia 1999     | MPC |
| (162194) 1999 RP35  | 11 września 1999     | MPC |
| (162270) 1999 VU7   | 7 listopada 1999     | MPC |
| (162271) 1999 VC8   | 8 listopada 1999     | MPC |
| (162272) 1999 VQ9   | 9 listopada 1999     | MPC |
| (162274) 1999 VO19  | 10 listopada 1999    | MPC |
| (162275) 1999 VM21  | 12 listopada 1999    | MPC |
| (162310) 1999 WN13  | 29 listopada 1999    | MPC |
| (162493) 2000 QY7   | 25 sierpnia 2000     | MPC |

| (162494) 2000 QA8  | 25 sierpnia 2000     | MPC |
| (162499) 2000 QZ33 | 26 sierpnia 2000     | MPC |
| (162828) 2001 CG   | 1 lutego 2001        | MPC |
| (164904) 1999 WP2  | 26 listopada 1999    | MPC |
| (164912) 1999 XP15 | 5 grudnia 1999       | MPC |
| (168443) 1998 XL9  | 12 grudnia 1998      | MPC |
| (168503) 1999 TL8  | 6 października 1999  | MPC |
| (168532) 1999 VV21 | 12 listopada 1999    | MPC |
| (168552) 1999 WV7  | 29 listopada 1999    | MPC |
| (171574) 1999 VS4  | 5 listopada 1999     | MPC |
| (171578) 1999 VW21 | 12 listopada 1999    | MPC |
| (171590) 1999 WH7  | 28 listopada 1999    | MPC |
| (173216) 1998 TY5  | 15 października 1998 | MPC |
| (173235) 1999 BE15 | 24 stycznia 1999     | MPC |
| (173451) 2000 QN8  | 25 sierpnia 2000     | MPC |
| (178545) 1999 VN19 | 10 listopada 1999    | MPC |
| (178571) 1999 WD6  | 28 listopada 1999    | MPC |
| (181885) 1999 RK32 | 9 września 1999      | MPC |
| (181906) 1999 SC4  | 29 września 1999     | MPC |
| (185756) 1999 TM9  | 7 października 1999  | MPC |
| (187793) 1999 BL10 | 23 stycznia 1999     | MPC |
| (187828) 1999 VX21 | 12 listopada 1999    | MPC |
| (189020) 1998 YU3  | 17 grudnia 1998      | MPC |
| (190461) 2000 CP39 | 3 lutego 2000        | MPC |
| (192684) 1999 TW6  | 6 października 1999  | MPC |

| (192803) 1999 VF21  | 10 listopada 1999    | MPC |
| (192926) 2000 AN5   | 4 stycznia 2000      | MPC |
| (193197) 2000 QQ129 | 30 sierpnia 2000     | MPC |
| (193450) 2000 WQ151 | 29 listopada 2000    | MPC |
| (200162) 1999 BZ12  | 24 stycznia 1999     | MPC |
| (200286) 2000 AY49  | 2 stycznia 2000      | MPC |
| (200294) 2000 AT205 | 15 stycznia 2000     | MPC |
| (200303) 2000 CQ97  | 9 lutego 2000        | MPC |
| (200530) 2001 DR7   | 18 lutego 2001       | MPC |
| (205116) 1999 VF20  | 12 listopada 1999    | MPC |
| (205145) 1999 XK36  | 6 grudnia 1999       | MPC |
| (205174) 2000 BO    | 16 stycznia 2000     | MPC |
| (208067) 1999 VH19  | 9 listopada 1999     | MPC |
| (208102) 2000 BX2   | 26 stycznia 2000     | MPC |
| (210576) 1999 VW7   | 7 listopada 1999     | MPC |
| (210737) 2000 UC1   | 21 października 2000 | MPC |
| (216931) 1998 UM16  | 23 października 1998 | MPC |
| (217698) 1999 TG9   | 7 października 1999  | MPC |
| (222177) 2000 BL29  | 27 stycznia 2000     | MPC |
| (225442) 2000 DF16  | 28 lutego 2000       | MPC |
| (228287) 2000 BE3   | 26 stycznia 2000     | MPC |
| (231801) 2000 EB20  | 6 marca 2000         | MPC |
| (237415) 1998 UR7   | 22 października 1998 | MPC |
| (239880) 2000 QM35  | 28 sierpnia 2000     | MPC |
| (246957) 1999 SA4   | 29 września 1999     | MPC |

| (246997) 1999 VG9  | 8 listopada 1999     | MPC |
| (247034) 2000 CH76 | 9 lutego 2000        | MPC |
| (251796) 1999 TO9  | 8 października 1999  | MPC |
| (251980) 2000 BE   | 16 stycznia 2000     | MPC |
| (257750) 2000 BN   | 24 stycznia 2000     | MPC |
| (257765) 2000 CX33 | 4 lutego 2000        | MPC |
| (269745) 1998 WU8  | 27 listopada 1998    | MPC |
| (275566) 1999 TL7  | 7 października 1999  | MPC |
| (275589) 1999 VE20 | 10 listopada 1999    | MPC |
| (275669) 2000 QO68 | 25 sierpnia 2000     | MPC |
| (279766) 1999 RE3  | 6 września 1999      | MPC |
| (285299) 1998 TJ16 | 14 października 1998 | MPC |
| (306453) 1999 BE8  | 22 stycznia 1999     | MPC |
| (306518) 1999 WF7  | 28 listopada 1999    | MPC |
| (306546) 2000 AM5  | 4 stycznia 2000      | MPC |
| (313008) 1999 VD19 | 8 listopada 1999     | MPC |
| (347503) 1998 XT16 | 15 grudnia 1998      | MPC |
| (399337) 2000 CN39 | 4 lutego 2000        | MPC |
| (415761) 2000 SF23 | 25 września 2000     | MPC |
| (508818) 2001 DC1  | 16 lutego 2001       | MPC |
| 1. 2. 3. 4. 5.     |                      |     |